# Black Noir
Black Noir, Negro Oscuro en España, es el nombre de tres supervillanos de la serie de cómics The Boys, creada por Garth Ennis y Darick Robertson, y la serie de televisión The Boys y la franquicia del mismo nombre, desarrollada por Eric Kripke. Tanto en el cómic como en la serie de televisión, Noir es miembro del hedonista e imprudente grupo de superhéroes de Voughta-American, los Siete y es representado como un tipo "ninja silencioso" parodia de Batman, Snake Eyes y Deathstroke.
En la serie de cómics, se revela que Noir es un clon de Homelander y mejorado con el ADN de Stormfront, creado para reemplazar a Homelander por si alguna vez se volviera peligroso. Enloquecido por la falta de propósito, Noir decidió hacerse pasar por Homelander e incriminarlo por varias atrocidades como parte de un plan para volverlo loco gradualmente y reemplazarlo. Sin embargo, finalmente es asesinado por Billy Butcher. En la adaptación de la serie de televisión, Noir, interpretado por Nathan Mitchell, es representado como un Supe afroamericano con daño cerebral llamado Earving, que es leal al director ejecutivo de Vought, Stan Edgar. En The Boys presenta: Diabolical, se representa a Noir guiando a Homelander en los inicios de su carrera. Tras la muerte de Earving en el final de la tercera temporada de la serie principal, Mitchell interpreta a un reemplazó de Noir en la cuarta temporada de la serie.

## Apariciones

### Serie de televisión

#### Earving

##### The Boys
En la adaptación televisiva de acción real The Boys, Black Noir es interpretado por Nathan Mitchell mientras que Fritzey-Klevans Destine interpreta a Noir en flashbacks. En gran medida silencioso, se comunica principalmente mediante una serie de gestos silenciosos y un lenguaje corporal intimidante, y posee un factor curativo junto con una inclinación por las hazañas artísticas, estando cara a cara con la Mujer y tocar sin esfuerzo música clásica en un piano en la primera temporada. En la segunda temporada, se revela que Noir es el leal ejecutor del CEO de Vought, Stanford "Stan" Edgar, quien dirige todas sus acciones en combate, incluido matar al superterrorista Naqib y rastrear a Billy Butcher y al grupo The Boys. Sin embargo, Noir también muestra rasgos de carácter simples y amigables fuera del combate, como darle al hijo de Naqib un osito de peluche, hacerse amigo de un programador de Vought mientras busca a Butcher y romper a llorar al enterarse de que sus poderes se originaron en inyecciones del Compuesto V que Vought le administró con el consentimiento de sus padres cuando era niño. Más tarde, mientras intenta detener a la entonces rebelde Starlight, Noir es puesto en coma por la Reina Maeve después de que ella explota sus nueces de árbol obligándolo a consumir un Almond Joy y pateando su autoinyector de epinefrina fuera de su alcance, durante lo cual se revela que es negro.
En flashbacks de la Guerra Fría representada en la tercera temporada, se revela que Noir es un hombre llamado Earving que había comenzado su carrera de superhéroe y se unió a Payback, el grupo predecesor de Vought de los Siete. Sin embargo, Noir y el resto de sus compañeros de equipo fueron objeto de sabotaje profesional y abuso físico por parte del líder del equipo Soldier Boy. En 1984, en medio de una operación conjunta con la CIA para detener a un gobierno comunista en Nicaragua, Edgar asignó en secreto a Payback para intercambiar a Soldier Boy con el gobierno ruso para que Vought pudiera eventualmente reemplazarlo con Homelander, que había sido concebido con esperma obtenido de Soldier Boy. En todo momento, Noir se quejó de tener que usar un casco que le cubriera la cara porque quería ser el "Eddie Murphy" de los superhéroes, aunque Edgar le dijo que Vought creía que un superhéroe públicamente negro no era ni rentable ni aceptable en ese momento. En medio de un ataque a su campamento por parte de soldados nicaragüenses y rusos, Noir lideró a Payback para acorralar y atacar a Soldier Boy. Finalmente lograron someterlo, aunque no antes de que Soldier Boy dejara a Noir permanentemente desfigurado, mudo y con daño cerebral. En el presente, al salir de su coma y enterarse del regreso de Soldier Boy a Estados Unidos, Noir se corta el chip de rastreo de su brazo y se esconde en un restaurante de pizza abandonado Buster Beaver's, donde las mascotas y  sus amigos imaginarios recrean el abuso que sufrió por parte de Soldier Boy para convencer a Noir de enfrentarlo en lugar de huir. Al regresar a Vought, Homelander mata a Noir por ocultar su conocimiento de que Soldier Boy es el padre biológico de Homelander.

#### Black Noir II
Tras la muerte de Noir en el final de tercera temporada de la serie principal, Eric Kripke confirmó en julio de 2022 que el ".

## Marketing
Para promocionar la tercera temporada de The Boys, Amazon Prime Video obtuvo la licencia de una línea de figuras de acción Black Noir MAFEX de la NECA y la compañía japonesa MediCom.